# 圣博内德瓦尔克莱里约
圣博内-德瓦尔克莱里约（法語：Saint-Bonnet-de-Valclérieux，法語發音：[sɛ̃ bɔnɛ də valkleʁjø]）是法国德龙省的一个旧市镇，位于该省北部，属于瓦朗斯区。2019年，圣博内-德瓦尔克莱里约与临近的2个市镇合并为新市镇瓦莱尔巴斯。

## 地理
圣博内-德瓦尔克莱里约（45°11'43"N, 5°8'35"E）面积8.29 平方千米，位于法国奥弗涅-罗讷-阿尔卑斯大区德龙省，该省份为法国东南部内陆省份，北起顺时针与伊泽尔省、上阿尔卑斯省、上普罗旺斯阿尔卑斯省、沃克吕兹省和阿尔代什省接壤。
与圣博内-德瓦尔克莱里约接壤的市镇（或旧市镇、城区）包括：米里贝勒、蒙米拉勒、蒙里戈、圣洛朗多奈、迪奥奈。
圣博内-德瓦尔克莱里约的时区为UTC+01:00、UTC+02:00（夏令时）。

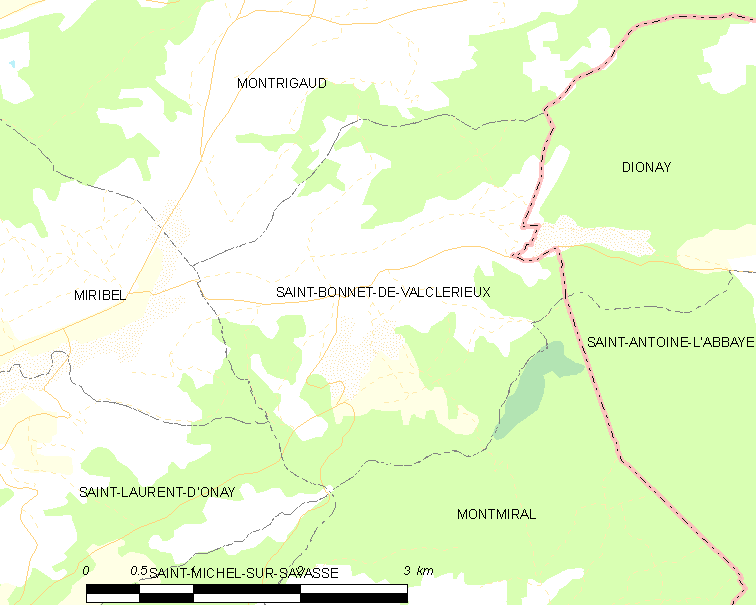
圣博内-德瓦尔克莱里约的OSM定位图

## 行政
圣博内-德瓦尔克莱里约的邮政编码为26350，INSEE市镇编码为26297。

## 政治
圣博内-德瓦尔克莱里约所属的省级选区为丘陵德龙县。

## 人口
圣博内-德瓦尔克莱里约于2018年1月1日时的人口数量为228人。

1962-2008年间圣博内-德瓦尔克莱里约人口变化图示